# Collège Massey
Pour les articles homonymes, voir Massey.

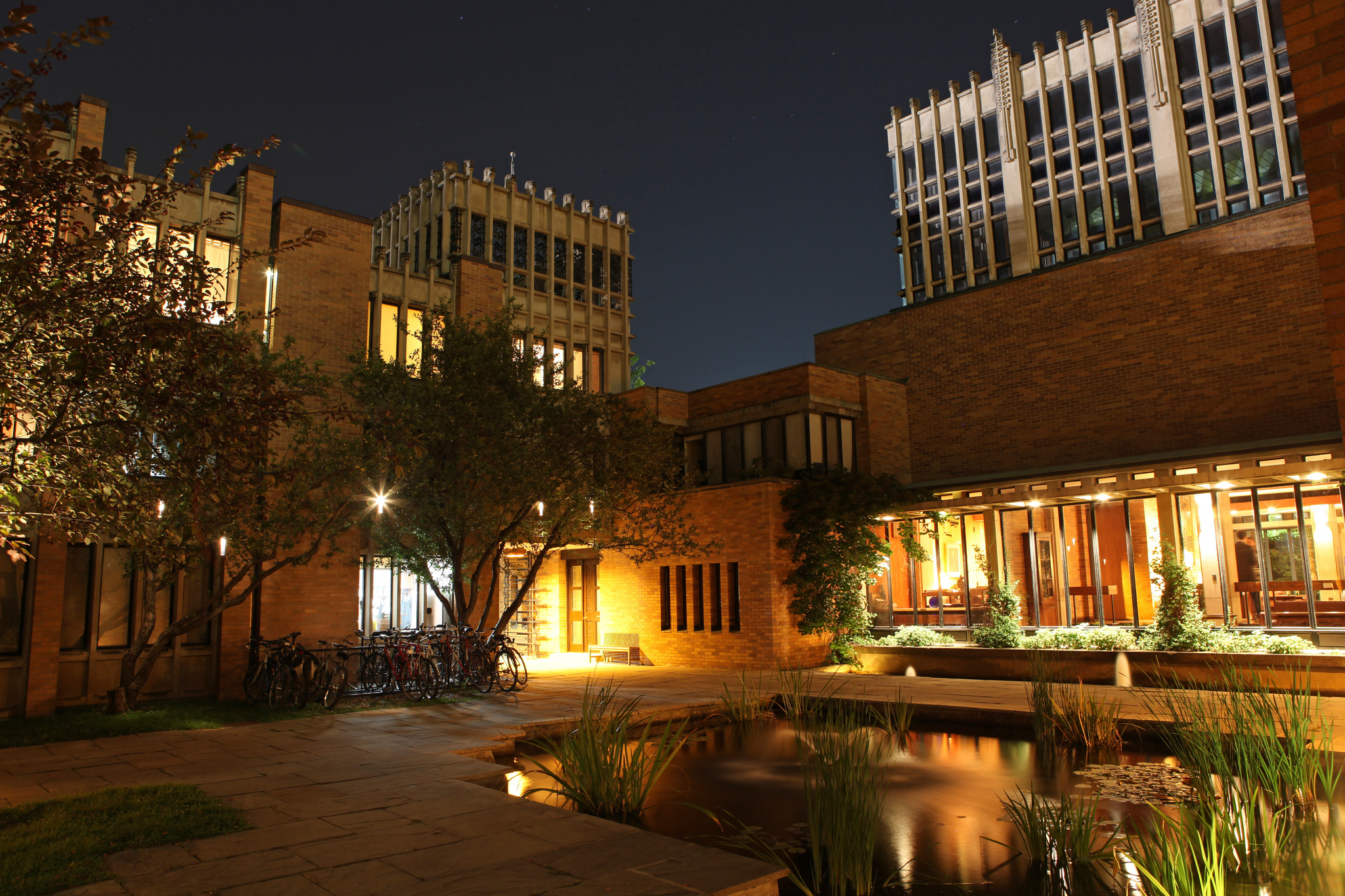

Le Collège Massey est un collège interdisciplinaire d'élite de troisième cycle affilié à l'Université de Toronto, bien qu'il soit indépendant de cette institution.

## Description
Fondé par la Fondation Massey et ouvert en 1963, le collège fut conçu par l'architecte canadien Ron Thom. Il accueille soixante des meilleurs étudiants et professionnels de troisième cycle de l'Université de Toronto, appelés jeunes chercheurs résidents (Resident Junior Fellows), et 60 à 70 jeunes chercheurs non-résidents additionnels. Les jeunes chercheurs résidents peuvent vivre au collège jusqu'à trois ans et ensuite devenir des junior fellows non-résidents pour deux années de plus.
Le collège accueille aussi des chercheurs en congé sabbatique, appelés chercheurs académiques. Le Canadian Journalism Fellowship Program (anciennement appelé Southam Fellows) et le programme de soutien académique Scholar-at-Risk pour les universitaires victimes d'intolérance sectaire, politique ou religieuse sont deux programmes associés au collège Massey. On l'appelle parfois le All Souls College du Canada.
Le fondateur du Collège Massey était le célèbre journaliste et écrivain canadien Robertson Davies. Le journaliste John Fraser est le quatrième et actuel maître. Parmi les nombreuses personnalités célèbres à avoir été chercheur académique au Collège, on retrouve : le lauréat d'un prix Nobel John Polanyi, Ursula Franklin, Stephen Lewis, Margaret Atwood, Peter McLaren, Sir Christopher Ondaatje (le plus important bienfaiteur privé du collège), Mark Kingwell, James Orbinski, Janice Steine, et Bob Rae. Les ducs Chris Patten et Philip Mountbatten, présidents de l'Université de Cambridge et de l'Université d'Oxford, sont tous deux membres honoraires distingués.
Le collège possède des liens importants avec les élites canadiennes et torontoises ainsi qu'avec le journalisme canadien. Deux anciens chercheurs universitaires ont été nommés gouverneur général du Canada : Vincent Massey et Adrienne Clarkson. Le collège travaille à préserver une ambiance de style Oxbridge en imposant la tenue de robes, la présence de tables hautes et de petits plats au dîner dans son horaire. Le but mandaté du collège est de démontrer, à travers la collégialité, les liens essentiels menant à toute érudition.
Le Collège Massey finance les conférences Massey annuelles ainsi que le colloque Walter-Gordon sur les politiques publiques. Conjointement avec l'école de cycles supérieurs de l'Université de Toronto, Massey organise aussi un colloque annuel à l'intérêt de toute la communauté. À chaque année, un bulletin est envoyé à tous ses chercheurs membres : les membres juniors et seniors, les anciens chercheurs et les membres non-universitaires de la Quadrangle Society. En tant qu'organisme de bienfaisance enregistré, le collège Massey remplit un rapport d'impôt à chaque année, dont une partie est disponible en ligne pour le public sur le site de l'Agence du revenu du Canada. 
Massey abrite un lieu de culte œcuménique, la chapelle Sainte-Catherine ; l'intérieur fut conçu par Tanya Moiseiwitsch. À l'intérieur de la chapelle se trouve une iconostase russe datant du XVIIIe siècle et une grande orgue de style baroque.

## Source
- (en) Cet article est partiellement ou en totalité issu de l’article de Wikipédia en anglais intitulé « Massey College » (voir la liste des auteurs).